# Pax Romana

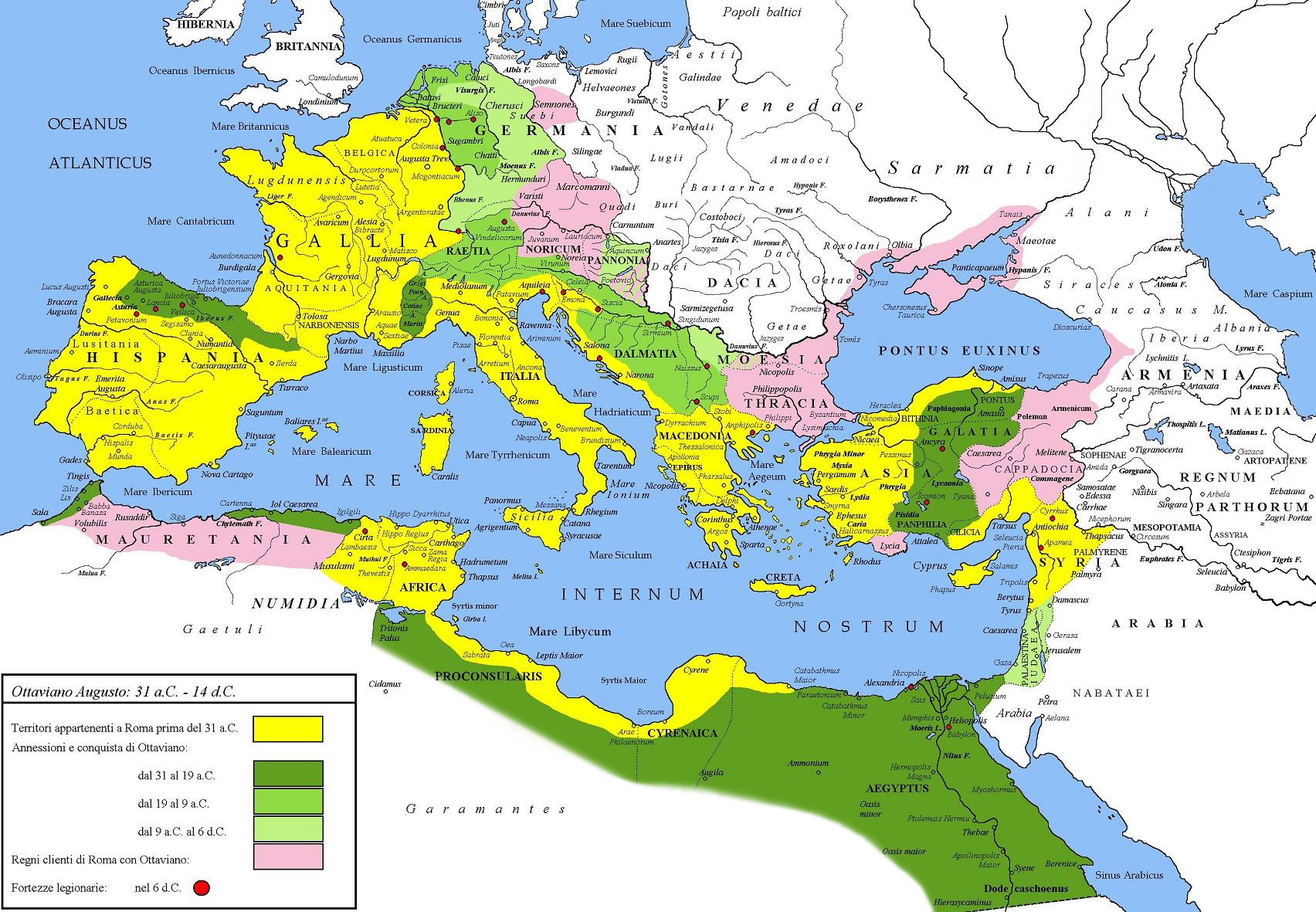
Межі імперії та зона впливу при імператорі Октавіані

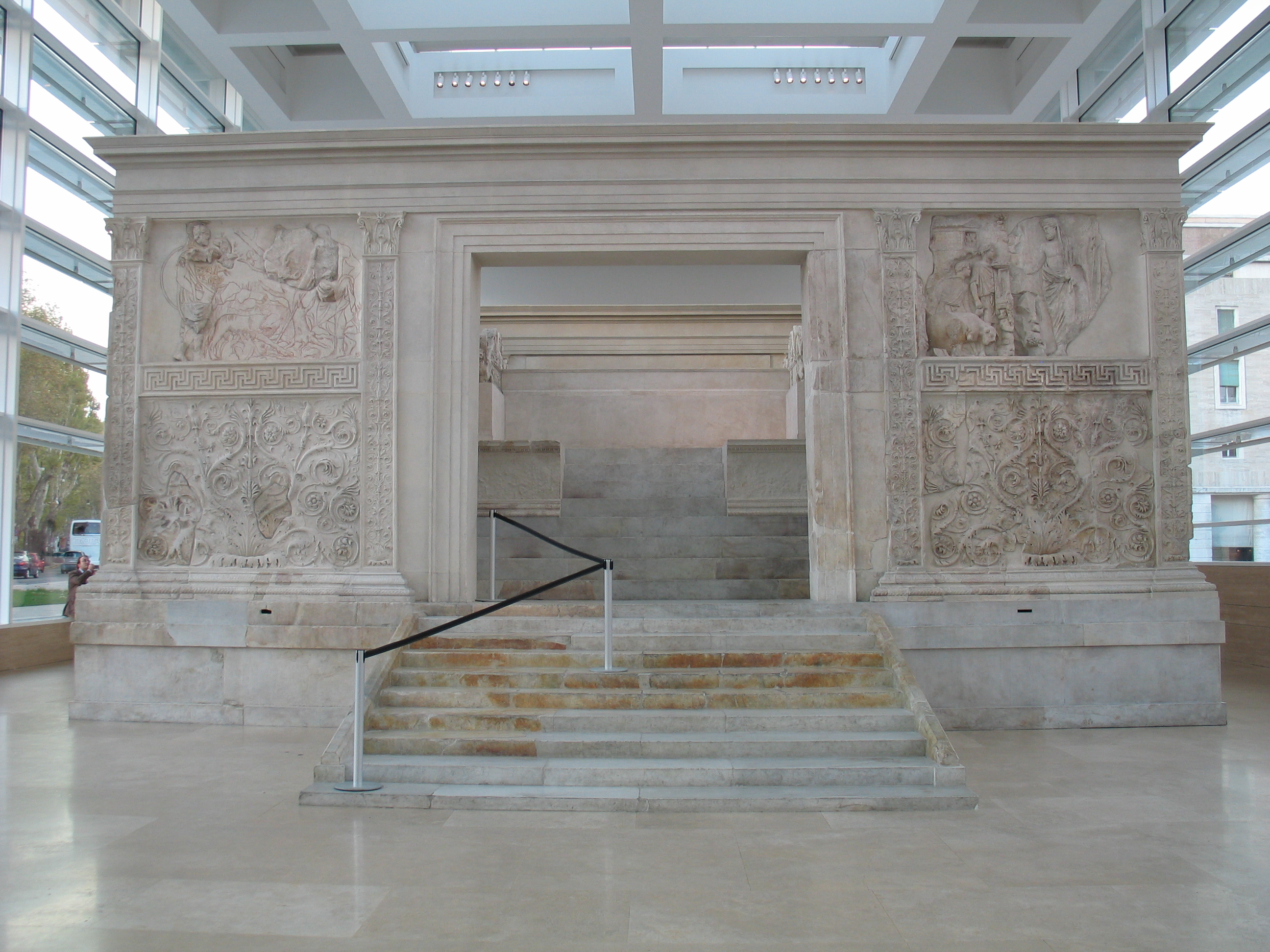
Вівтар миру — його освячення ознаменувало собою настання епохи «римського миру»

Pax Romana («Пакс Рома́на», з лат. — «Римський мир») — довгий і відносно мирний період в історії Римської імперії та її колоній. Римські правителі і законодавці змогли на деякий час припинити міжусобні війни на підвладних їм територіях. Однак у цей час Римська імперія продовжувала вести боротьбу з народами і племенами, що жили на периферії їхніх володінь. Але в цілому це був відносно спокійний період, протягом якого в Римі не велися великі громадянські війни, а країна не зазнала серйозних спроб завоювання з боку варварів або інших держав.
Найчастіше цей період визначається такими часовими рамками: з 29 року до н. е. — коли імператор Октавіан Август постарався звести до мінімуму кількість громадянських війн у своїй імперії, і до 180 року н. е. — коли помер Марк Аврелій.